# Танцы кукол
«Танцы кукол» — рисованный мультипликационный фильм на музыку Д. Д. Шостаковича из одноимённого сборника.
Режиссёр Инесса Ковалевская разработала новую тему: экранизация народных песен и шедевров мировой музыкальной классики. Так появились «Русские напевы» (1972), «Детский альбом» (1976), «Танцы кукол» (1985) и другие мультфильмы.

## Сюжет
Сказка о том, как игрушки пришли развлечь заболевшую девочку. Куклы стали для неё танцевать, а далее к ним присоединились и другие игрушки.

## Создатели
| автор сценария и кинорежиссёр | Инесса Ковалевская                                                                                |
| художник-постановщик          | Галина Шакицкая                                                                                   |
| кинооператор                  | Александр Чеховский                                                                               |
| звукооператор                 | Владимир Кутузов                                                                                  |
| художники-мультипликаторы:    | Марина Восканьянц, Эльвира Маслова, Владимир Шевченко, Виолетта Колесникова                       |
| художники:                    | Татьяна Макарова, Ирина Светлица, Александр Маркелов, Ольга Новосёлова, Зинаида Зарб, С. Капранов |
| ассистент режиссёра           | Ольга Исакова                                                                                     |
| монтажёр                      | Изабелла Герасимова                                                                               |
| редактор                      | Пётр Фролов                                                                                       |
| директор съёмочной группы     | Лилиана Монахова                                                                                  |

## Издания
В 2005 году вышел мультсборник на DVD «Как Львёнок и Черепаха пели песню». Дистрибьютор: «Крупный план». В мультсборник входили: «Катерок», «В порту», «Камаринская», «Танцы кукол», «Как Львёнок и Черепаха пели песню», «Детский альбом», «Картинки с выставки».